# سیا ساکتی
سیا ساکتی مجموعه پویانمایی‌های تبلیغاتی راهنمایی و رانندگی نیروی انتظامی دو دقیقه ای است. برخی از شخصیت‌های این مجموعه عبارتند از سیا ساکتی، داوود خطر، هوتن، راد، فرخ، سهراب، سامان، هومن، سروناز، جمال سه سوت، بهاره، عمو وحید و …
ایده اولیه این اثر را سرهنگ علیرضا اسماعیلی ارائه کرد. خالق این مجموعه بهرام عظیمی، است که آن را در سال ۱۳۷۹ در مؤسسه حور تولید کرد. دوبلر تمامی شخصیت‌های مرد این مجموعه حسین باغی بود و پس از فوت وی در سال ۱۳۸۹، به‌جای شخصیت‌ها ابراهیم شفیعی، علی‌همت مومیوند و رضا آفتابی صحبت کردند. و دوبله صدای شخصیت‌های زن و کودک با آزاده مویدی‌فر بود. نام «ساکتی» از نام ابراهیم ساکتی، مدل‌ساز و انیماتور اولیه پروژه برداشته‌شد.
سری اول مجموعه با نام «ماجراهای داوود خطر و سیا» در سال‌های ۱۳۷۹ و ۱۳۸۰ پخش شد. سری دوم این مجموعه در سال‌های ۱۳۸۳ و ۱۳۸۴ پخش شد. سری سوم این مجموعه در سال‌های ۱۳۸۶ و ۱۳۸۷ پخش شد. سری چهارم این مجموعه با نام 《سیا ساکتی و ماجراهای خفن》 از سال ۱۳۸۹ تا ۱۳۹۱ پخش شد و سری پنجم این مجموعه از سال ۱۳۹۴ تاکنون در حال پخش است. تاکنون ۶ سری از این مجموعه ساخته شده که کارگردانی هر سری را به ترتیب امیرمحمد دهستانی، بهرام عظیمی، ابراهیم ساکتی، ارد پیکان‌فر و مجدداً ابراهیم ساکتی انجام شد.
در سال ۱۳۸۹ مجموعه‌ای به نام «سیا ساکتی و ماجراهای خفن» در شبکه نمایش خانگی به فروش رسید.

## شخصیت‌ها
- سیا ساکتی
- خاله پسر سهراب
- راد
- فرخ
- هوتی
- سامان
- سروناز
- هومن
- داوود خطر
- مادر سیا ساکتی
- اسکندر